# Hank Shermann
Hank Shermann (født René Krolmark) er en dansk heavy metal-guitarist. Han begyndte at spille guitar i 1977.
Shermann er bedst kendt for sit arbejde med Mercyful Fate.

## Karriere
Han startede i punkbandet Brats i foråret 1978. Brats medvirkede på pladen Pære Punk fra 1979 med tre numre, og de udgav et fuldt album på CBS i 1980. King Diamond blev sanger i Brats i slutningen af 1980. I marts 1981 dannede King Diamond og Hank Shermann bandet Mercyful Fate. Gruppen udgav albums i 1982, 1983 og 1984, hvorefter de tog på en 2 måneders turné i USA. Mercyful Fate blev opløst i april 1985. Shermann dannede herefter bandet Fate i maj 1985. Shermann har også dannet bands som Zoser Mez, Gutrix, Virus 7 og Force Of Evil. Han er en regelmæssig gæst på Witcherys albums.
Bandet Demonica, er en thrash metal-gruppe, der fik kontrakt med Massacre Records i oktober 2009.
Han turnerede med Volbeat i sommeren 2012 på deres turne i Nordamerika, Sydamerika og Europa. Dannede sammen med guitaristen Michael Denner bandet Denner / Shermann i 2014. De udgav to albums på det amerikanske label Metal Blade Records. Shermann udsendte sin første single, "The Bloody Theme", i eget navn i februar 2019, og annoncerede, at han arbejdede på at færdiggøre sit soloalbum.